# Kjetil Hvammen
Kjetil Hvammen (1995) è un ex sciatore alpino norvegese.

## Biografia
Attivo in gare FIS dal novembre del 2010, Hvammen non ha mai debuttato né in Coppa Europa né in Coppa del Mondo. Si è ritirato durante la stagione 2015-2016 e la sua ultima gara è stata uno slalom speciale FIS disputato il 22 dicembre a Panorama, non completato da Hvammen; in carriera non ha preso parte a rassegne olimpiche o iridate.

## Palmarès

### Campionati norvegesi
- 1 medaglia:
  - 1 argento (combinata nel 2015)